# Tenterfield
Tenterfield è una città nel Nuovo Galles del Sud, in Australia. Si trova nella regione del New England all'incrocio delle autostrade locali. Tenterfield si trova a tre ore di macchina da Brisbane, poco più di due ore da Byron Bay e circa due ore da Armidale, mentre da Sydney dista ben sette ore. La città si trova nella valle della Grande Catena Divisoria. Nel 2011 la città contava oltre tremila abitanti.